# Эйдус, Арнольд
Арнольд Эйдус (англ. Arnold Eidus; 28 ноября 1922, Нью-Йорк — 3 июля 2013, Делрей-Бич, Флорида) — американский скрипач.
Прославился в 1946 году, выиграв в Париже Международный конкурс Лонг и Тибо и произведя на отца-основателя конкурса Жака Тибо исключительное впечатление: «Какая роскошь, как искристость звука. А техника! Он не упускает ни единой ноты. Вы, американцы, сами не знаете, какие таланты у вас есть», — говорил Тибо об Эйдусе корреспонденту журнала «Тайм».
Из записей Эйдуса наиболее известна его работа над произведениями Золтана Кодаи в дуэте с Яношем Штаркером.
Арнольд Эйдус скончался 3 июля 2013 года.